# Lindsay Frelink
Lindsay Frelink (n. 6 august 1999) este o baschetbalistă ce a reprezentat Țările de Jos. A participat la două ediții ale Jocurilor Paralimpice (2020, 2024) în care a câștigat două medalii de aur.

## Participări
Lista de mai jos prezintă principalele competiții la care a participat Lindsay Frelink de-a lungul carierei.
- wheelchair basketball at the 2020 Summer Paralympics – women's tournament[*]